# Grancia
Grancia är en ort och kommun  i distriktet Lugano i kantonen Ticino, Schweiz. Kommunen har 455 invånare (2023).